# Kína–4
Kína–4 (FSW–0 1) kínai technikai-műszaki tartalmú fotófelderítő műhold.

## Küldetés
Tervezett feladatai: a világűr körülményei között tesztelni (tanulmányozni) az űreszköz működését, a földi ellenőrző, követő rendszerekkel történő kapcsolatot, valamint fotófelderítés végzése. Tesztelték emberes űrhajó felbocsátását. Az indítási pályaszakasz Kína területe felett húzódott, visszatérésnél biztosított volt a folyamatos ellenőrzés.

## Jellemzői
Gyártotta és üzemeltette a Kínai Tudományos Akadémia Speciális Technológia (kínaiul: 中国 空间 技术 研究院) (CAST) csoportja.
Megnevezései: Kína–4; FSW–0 1 (Fanhui Shi Weixing); FSW–1; JB–1 1 (Jianbing yihao 1 weixing); JB–1A (Jianbing yihao jia); PRC–4 (People's Republic of China); COSPAR: 1975-111A; Kódszáma: 8452.
1975. november 26-án Közép-Kínából a Csiucsüan Űrközpontból, a LA–2B jelű indítóállványról egy háromfokozatú CZ–2C (Chang Zheng) hordozórakétával indították alacsony Föld körüli pályára (LEO = Low-Earth Orbit). Az orbitális egység pályája 91,09 perces, 62,95 fokos hajlásszögű, elliptikus pálya perigeuma 179 kilométer, apogeuma 479 kilométer volt.
A sorozat hordozórakétája már háromfokozatú volt, hogy a nagyobb tömeget (2500 kilogramm) biztonságos pályára állíthassa. Forgás-stabilizált űreszköz. Alapműszerei a kozmikus sugárzás, napszél, mikrometeoritok, interplanetáris anyag vizsgálatát biztosították. Műszerei, berendezései a későbbi programok alaptípusai voltak. A műszertartályt visszahozták a Földre. Energiaellátását napelemek, éjszakai (földárnyék) energiaellátását ezüst-cink akkumulátorok biztosították. Hővédelme, telemetriai rendszere zavartalanul működött.
A tervezett idő előtt, 3 nap után kapott parancsot a visszatérésre. A stabilitást és pályamagasságot segítő hideggáz-fúvókák technikai hiba miatt nem működtek. Az eredeti leszállási ponttól sokkal messzebb ért Földet. Az elkészült fényképek hasznosíthatók voltak. A következő űreszköznél a hőmérséklet-változás miatti anyagtágulási/hirtelen hűlési zavart javították.
1975. november 29-én 33 nap (0,09 év) után földi parancsra belépett a légkörbe és hagyományos – ejtőernyős leereszkedés – módon visszatért a Földre.